# L'Horreur sans nom
L'Horreur sans nom est le 17e épisode de la saison 4 de la série télévisée Angel.

## Résumé
Angel, Fred, Wesley et Lorne ont piégé Cordelia, alors qu'elle allait tuer Lorne, en plein rituel pour recouvrer ses dons de voyance. Mais celle-ci est sauvée par Connor qui ignore qu'elle est le Maître de la Bête. Gunn rentre peu après et est mis au courant de la situation. Angel décide d'aller voir le démon Skip, qui dit tout ignorer de ce qui se passe avec Cordelia. Angel soupçonne néanmoins une tromperie et un combat éclate. Le vampire prend le dessus et ramène Skip sur Terre. Pendant ce temps, Cordelia décide de faire s'accélérer sa grossesse et Connor lui ramène une jeune fille afin d'utiliser son sang pour le rituel nécessaire. Darla, envoyée par les Puissances supérieures, apparaît en vision à Connor pour le dissuader de tuer cette jeune fille.
Skip, enfermé dans un cercle magique à l’Hôtel Hyperion, révèle que tout ce qui est arrivé à chacun des membres de l'équipe, notamment l'ascension de Cordelia vers un plan supérieur et la naissance apparemment impossible de Connor, fait partie d'un seul plan pour que le maître de la Bête, qui contrôle Cordelia, puisse naître. Le seul moyen de l'empêcher est de tuer Cordelia avant sa naissance. Wesley et Lorne localisent Cordelia et Angel décide d'aller seul la tuer, refusant que les autres partagent ce fardeau. Darla est proche de convaincre Connor mais Cordelia intervient et procède au sacrifice. Aussitôt, elle commence son travail d'accouchement. Skip se libère de son cercle et attaque le groupe mais Wesley finit par le tuer. Angel arrive pour tuer Cordelia et se bat avec Connor. Il se débarrasse de lui et s'apprête à tuer Cordelia quand celle-ci accouche dans une lumière éblouissante. Le Maître est déjà adulte à la naissance et c'est une très belle jeune femme. Angel et Connor tombent à genoux devant elle.